# Peter van Emde Boas

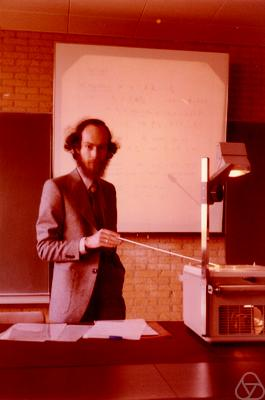
Peter van Emde Boas (1977)

Peter van Emde Boas (* um 1944) ist ein niederländischer Informatiker. Er ist Professor an der Universität Amsterdam.
Peter van Emde Boas wurde 1974 an der Universität Amsterdam bei Adriaan van Wijngaarden promoviert (Abstract Resource-Bound Classes). Ab 1977 war er Lektor und später Professor für theoretische Informatik in Amsterdam. 2009 wurde er emeritiert.
Nach ihm ist die Van-Emde-Boas-Vorrangwarteschlange (auch Van Emde Boas Baum, vEB Baum) benannt.
Zu seinen Doktoranden gehört Arjen Lenstra.

## Schriften
- Machine Models and Simulations. In: Jan van Leeuwen (Hrsg.): Handbook of Theoretical Computer Science. Volume A: Algorithms and Complexity. Elsevier/MIT Press, 1990, S. 3–66.
- Herausgeber mit Renate Bartsch, Johan van Benthem: Semantics and contextual Expression. Doris Publications, 1989.